# Винная пальма
Винная пальма, или Кариота жгучая (лат. Caryota urens) — растение семейства Пальмы, вид рода Кариота, произрастающее в Индии, Мьянме, Таиланде, Малайзии и на Шри-Ланке. В Гималаях она может расти на высотах до 1525 м над уровнем моря. Культивируется в пределах ареала.

## Биологическое описание
Высокое двудомное дерево до 20—22 м высотой с перистыми листьями 4—5 м длиной и 2—2,5 м шириной. Мякоть плода из-за присутствия многочисленных игловидных кристаллов оксалата кальция обжигающая — отсюда и видовое название пальмы.
Растение монокарпическое.

## Использование
Из концов срезанных осей женских соцветий добывается сок. Этот сок затем либо перерабатывается на сахар, либо сбраживается в тодди. Из сердцевины ствола добывают саго. Древесину используют в строительстве. Основания листьев — источник прочного волокна, из которого изготавливают щётки и веревки.

## Литература

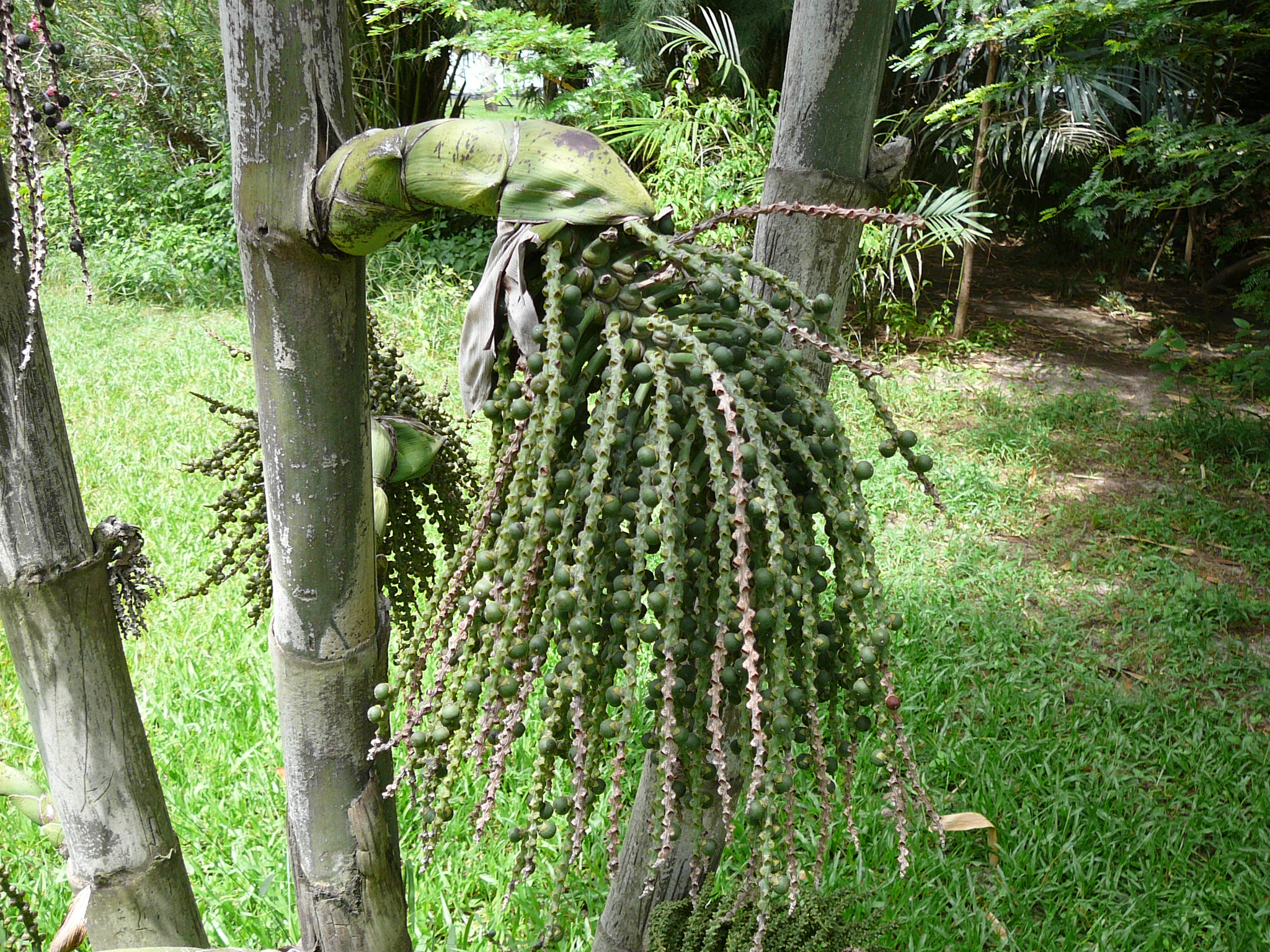
Женское соцветие винной пальмы